# Stay Alive
Stay Alive es una película slasher estadounidense de 2006 dirigida por William Brent Bell, quien la escribió junto a Matthew Peterman. Fue producida por McG, y fue lanzado el 24 de marzo de 2006 en USA. Fue la primera película en cinco años lanzada por Hollywood Pictures. También fue la única película slasher de Disney.

## Sinopsis
En opinión de los cien millones de aficionados a los videojuegos en Estados Unidos, cuanto más realista sea y más gancho tenga un juego, mejor. Pero ahora se está a punto de lanzar un juego que de tan realista, tan adictivo, no solo es apasionante, sino mortal. A pesar de que el nuevo videojuego de terror y supervivencia, "Stay alive" (basado en la historia real de una asesina en serie conocida como la Condesa Sangrienta, que vivió en el siglo XVII), aún no se ha comercializado, ya se ha granjeado la impresionante reputación de estar plagado de pruebas sobrenaturales, escalofriantes y letales que llevan a los jugadores hasta el límite. Solo hay un pequeño problema: los jugadores de Nueva Orleans que consiguieron hacerse con una copia en versión beta (no ha sido comercializado y todavía tiene errores) de "Stay alive" mueren uno tras otro, asesinados del mismo modo que sus personajes en el juego. En ese caso, ¿juegan ellos con el juego o juega el juego con ellos?

## Personajes
- Frankie Muniz como Swink Sylvania.
- Samaire Armstrong como Abigail.
- Jon Foster como Hutch MacNeil.
- Sophia Bush como October Bantum.
- Jimmi Simpson como Phineas Bantum.
- Wendell Pierce como el Detective Thibodeaux.
- Rio Hackford como el Detective King.
- Milo Ventimiglia como Loomis Crowley.
- Adam Goldberg como Miller Banks.
- Alice Krige como la Autora.
- Maria Kalinina como Isabel Bathory.
- James Haven (sólo en la versión del director sin clasificar) como Jonathan Malkus y el Fabricante del Juego.
- Billy Slaughter como Rex.
- Nicole Oppermann como Sarah.

## Recepción

### Taquilla
A partir del 29 de junio de 2006, la película debutó en el puesto # 3 en la taquilla estadounidense, eclipsando su presupuesto de producción con $ 11,7 millones ese primer fin de semana. En última instancia recaudó un total de $23.08 millones en los Estados Unidos. La película ha recaudado un total de más de $27.1 millones en todo el mundo.

### Críticas
El film recibió críticas negativas. Metacritic informó que la película tuvo una calificación promedio de 24 de 100, basada en 17 revisiones. En Rotten Tomatoes esta película tiene una clasificación de 9% de "podrido".
En Los Angeles Times, John Anderson comentó que "'Stay Alive' pasa mucho tiempo dentro del sistema de videojuegos, y lo que aterrorizará al público muy pronto es la comprensión de que hay mejor actuación en el videojuego que en el gran pantalla." Gregory Kirschling de Entertainment Weekly dio a la película una D- y comentó, "esta película boba sigue violando sus propias reglas, de modo que un personaje que muere en el juego llega a vivir, mientras que otros mueren a pesar de que nunca vimos su Game Overs." Mientras tanto, Variety concluyó: "Rara vez hay algo cercano a la verdadera pasión o pánico en la pantalla por parte de los miembros del reparto."

## Lanzamiento en DVD
El DVD fue lanzado en los Estados Unidos el 19 de septiembre de 2006. Se puso a disposición en una edición sin clasificar (100 minutos) y una PG-13 (85 minutos). Los 15 minutos de nuevas secuencias sin clasificar incluyen un nuevo personaje y subtrama. Al igual que Miramax Films, la edición sin clasificar cuenta con más material para adultos. A diciembre de 2011, 874.827 unidades de DVD se han vendido, con ingresos de $13 636 869.